# Kazimierz Świątek
Kazimierz Świątek (Valga, 21. listopada 1914. – Pinsk, 21. srpnja 2011.), kardinal Katoličke Crkve, nadbiskup minsko-mohiljevski i apostolski upravitelj Pinska.

## Životopis
Świątek je rođen u obitelji poljskih korijena u današnjoj Općini Valga u Estoniji. Njegova obitelj je bila deportirana u Sibiru tijekom Ruske revolucije. Njegov otac je umro boreći se za vrijeme Poljsko-sovjetskog rata. Nakon završetka Filozofsko-teoloških studija u sjemeništu u Pinsku, Świątek je zaređen za rimokatoličkog svećenika, a zatim je poslan u župu Prużany.
Nakon što je Sovjetski Savez zauzeo Pinsk Świątek biva uhićen od strane NKVD-a te poslan u Brest. Otac Świątek je od tamo pobjegao iz zatvora. U prosincu 1944., NKVD uhićuje Świąteka po drugi put. Sljedeće godine bio je osuđen na 10 godina teškog rada u logoru. Proveo je devet godina u Sibiru i na sjeveru Sovjetskog Saveza. Nakon puštanja u lipnju 1954. godine, vratio se u Pinsk.
Godine 1988., imenovan je monsinjorom, a 1991. godine imenovao ga je nadbiskupom Minska i Mohileva i apostolskim upraviteljem Pinska. Dana 26. studenog 1994. je imenovan kardinalnim svećenikom crkve San Gerardo Maiella. Izabran je za prvog predsjednik biskupske konferencije Bjelorusije.
U srpnju 2006. godine, Świątek, tada u dobi od 91 godine, daje ostavku zbog starosti i lošeg zdravlja na mjesto nadbiskupa Minska i Mohileva. Papa Benedikt XVI. je prihvatio tu odluku. Świątek je ostao apostolski upravitelj Pinska sve do 30. lipnja 2011. godine.
Dana 21. srpnja 2011. godine, Świątek je umro u Pinsku nakon duge bolesti, u dobi od 96 godina. U vrijeme njegove smrti, bio je drugi najstariji član kardinalskog zbora.

## Vanjske poveznice
- Internet stranice Katoličke Crkve u Bjelorusiji

|  | Zajednički poslužitelj ima još gradiva o temi Kazimierz Świątek |